# 21632 Suwanasri
21632 Suwanasri (1999 NR11) là một tiểu hành tinh vành đai chính được phát hiện ngày 13 tháng 7 năm 1999 bởi nhóm nghiên cứu tiểu hành tinh gần Trái Đất phòng thí nghiệm Lincoln ở Socorro.